# Margno
Margno is een gemeente in de Italiaanse provincie Lecco (regio Lombardije) en telt 375 inwoners (31-12-2004). De oppervlakte bedraagt 3,7 km², de bevolkingsdichtheid is 122 inwoners per km².

## Demografie
Margno telt ongeveer 166 huishoudens. Het aantal inwoners steeg in de periode 1991-2001 met 3,7% volgens cijfers uit de tienjaarlijkse volkstellingen van ISTAT.
| Jaar | Inwoneraantal |
| ---- | ------------- |
| 1991 | 354           |
| 2001 | 367           |

## Geografie
Margno grenst aan de volgende gemeenten: Casargo, Crandola Valsassina, Taceno.